# Arahal
Arahal é um município da Espanha na província de Sevilha, comunidade autónoma da Andaluzia, de área 201,9 km² com população de 18896 habitantes (2007) e densidade populacional de 93,59 hab./km².

## Demografia
| Variação demográfica do município entre 1991 e 2004 | Variação demográfica do município entre 1991 e 2004 | Variação demográfica do município entre 1991 e 2004 | Variação demográfica do município entre 1991 e 2004 |
| --------------------------------------------------- | --------------------------------------------------- | --------------------------------------------------- | --------------------------------------------------- |
| 1991                                                | 1996                                                | 2001                                                | 2004                                                |
| 17717                                               | 18110                                               | 18365                                               | 18588                                               |